# André Gardies
André Gardies (* 28. April 1939 in Nîmes) ist ein französischer Schriftsteller. Er hat zahlreiche Werke zur Filmwissenschaft und fünf Romane veröffentlicht.

## Leben
André Gardies verbrachte seine Kindheit und seine Jugend in Nîmes.
Zwischen 1956 und 1960 besuchte er die École Normale d'Instituteurs in seiner Heimatstadt und studierte an der Universität von Montpellier. Danach unterrichtete er zunächst Literatur am Lycée de filles in der Nähe von Niort und im Lycée de la Source in Orléans.
Mit der Umsetzung eines Kurzfilms, „Onomotapa“, 1967 wendete er sich von der Literatur zum Film. Mehrere andere Kurzfilme folgten. Das Treffen mit Alain Robbe-Grillet 1970 markierte den Beginn einer Periode von fast 30 Jahren der kritischen und theoretischen Reflexion über den Film. Er veröffentlichte 1982 das erste Buch, das dem Kino Robbe-Grillets gewidmet ist.
Zwischen 1977 und 1985 unterrichtete er Französisch und Filmwissenschaften an der Universität von Abidjan in der Elfenbeinküste. Nach seiner Rückkehr nach Frankreich 1985 wurde er zum "Maître de conférences en études cinématographiques" an der Universität von Straßburg ernannt.
Nach seiner „Thèse d'état“ (eines französischen Pendants der Habilitationsschrift) wurde er 1990 Professor der Filmwissenschaften an der Universität Lumière-Lyon.
Anlässlich des hundertjährigen Jubiläums der Erfindung des Kinos beteiligte sich Gardies sowohl als Drehbuchautor als auch als wissenschaftlicher Experte an der Erstellung einer CD-Rom über die Brüder Lumière, „Le cinéma des Lumière“ (von der Agentur CAPA koproduziert), wofür er 1996 den Prix Roberval erhielt.
Seit 2000 widmet er sich ganz dem literarischen Schreiben. Momentan lebt er in Bernis, einem kleinen Dorf in der Nähe von Nîmes. Er unternimmt gleichzeitig immer wieder Auslandsaufenthalte: In Quebec, in Deutschland, in Italien, in Portugal, in England, in Burkina Faso und anderen Ländern.
Unter anderem führte ihn am 6. Juli 2011 ein Literaturprojekt in Zusammenarbeit mit den deutschen Studenten des Sprachenzentrums der Julius-Maximilians-Universität nach Würzburg, wo er eine öffentliche Lesung im botanischen Garten gab.
Gardies ist Mitglied der Société des Gens de Lettres und Mitverwalter der „Association Autour des Ateurs en Languedoc-Roussillon“.

## Filmwissenschaftliche Werke
Als Filmprofessor hat André Gardies einige Lehrbücher über die Filmtheorie veröffentlicht, darunter Le récit filmique (1993), L'espace au cinéma (1993) et Décrire à l'écran (1999). Er hat sich auf die Filme des Romanciers Alain Robbe-Grillet spezialisiert, über den er drei Bücher geschrieben hat: Alain Robbe-Grillet (1972), Approche du récit filmique (1980) und Le Cinéma de Robbe-Grillet (1983). 
Ein weiterer Fokus seiner Studien lag auf dem Kino Afrikas, über das er Werke wie Regards sur le cinéma négro-africain (1987, avec Pierre Haffner) und Cinéma d'Afrique noire francophone (1989) schrieb, ebenso wie eine Veröffentlichung, die zu den Grundlagentexten der französischen Abiturprüfungen in der Filmwissenschaft gehört: Yeelen. In Zusammenarbeit mit anderen filmwissenschaftlichen Experten hat André Gardies Cinéma de la modernité: films, théories (1981) Le suspens au cinéma (1994) und Le spectaculaire (1996) veröffentlicht.

## Bibliographie

### Romane
- Derrière les ponts, 2002
- Les années de cendres, 2005
- Le monde de Juliette, 2006
- Le visiteur solitaire, 2008
- Le train sous la neige, 2011

### Filmwissenschaftliche Werke
- Alain Robbe-Grillet, Seghers, "Cinéma d'aujourd'hui", 1972.
- Cinémas de la modernité : films, théories : colloque de Cerisy, du 1er au 11 Juillet 1997, sous la direction de Dominique Château, André Gardiès, François Jost, éd. Klincksieck, 1981 (essai).
- Approche du récit filmique, Albatros, 1980.
- Le cinéma de Robbe-Grillet, Albatros, 1983.
- Regards sur le cinéma négro-africain (avec Pierre Haffner), OCIC, Bruxelles, 1987.
- Cinéma d'Afrique noire francophone; l'espace-miroir, L'Harmattan, 1989.
- 200 mots-clés de la théorie du cinéma (avec Jean Bessalel), Cerf, "7° Art", 1992.
- L'espace au cinéma, Méridiens-Klincksieck, 1993.
- Le récit filmique, Hachette, "Contours littéraires", 1993.
- Cinéma et théâtralité, sous la direction de Christine Hamon-Sirejols, Jacques Gerstenkorn, André Gardies, éd. Aléas, 1994 (essai).
- Le conteur de l'ombre, essais sur la narration filmique, Aleas, Lyon, 1996.
- Le spectaculaire, sous la direction de Christine Hamon-Sirejols, André Gardies, éd. Aléas, 1997 (essai).
- Décrire à l'écran, Méridiens-Klincksieck/Nota Bene, Paris/Montréal, 1999.
- Le Je à l'écran : actes du colloque de Cerisy-la-Salle, 14-21 août 1999, co-dirigé par André Gardies, Jacques Gerstenkorn, sous la direction de Jean-Pierre Esquenazi, André Gardies, éd. l'Harmattan, 2006 (essai).
- 200 mots clés de la théorie du cinéma, coauteurs André Gardies, Jean Bessalel, éd. Cerf, 2010 (dictionnaire).
- Yeelen : Souleymane Cissé, éd. CNDC, 2011 (enseignement).

CD-Rom:
- Le cinéma des Lumière (avec Michel Agnola et Christian Straboni), CAPA prod., RMN, Microfolie's, MACT., 1995.